# Ambroise des Escotais
Ambroise des Escotais, ridder van de Orde van Sint-Michiel (kasteel La Chevalerie (Parigné-le-Pôlin), 1550 - aldaar, 10 juni 1632) was een Franse edelman. Hij stond dicht bij koning Hendrik IV van Frankrijk en speelde een belangrijke rol tijdens de Hugenotenoorlogen, vooral tijdens de capitulatie van Parijs (1594).

## Biografie

### Afkomst en familie
Ambroise des Escotais werd geboren in Parigné-le-Pôlin (ten zuiden van Le Mans en 200 km ten zuidwesten van Parijs). Hij was de eerste zoon van een oude adellijke familie in Maine. De eerste van de familie des Escotais, Thibault, nam deel aan de Derde Kruistocht in 1191 met Richard Leeuwenhart  en zijn afstamming wordt bevestigd tot aan Willem II des Escotais die leefde in 1280 . Zijn vader, Adam des Escotais, was ridder van de Orde van Sint-Michiel. Via zijn moeder, Renée de Souvré, stamt hij ook af van een beroemde familie uit Touraine. Zijn oom Gilles de Souvré was leermeester van Lodewijk XIII, maarschalk van Frankrijk en Ridder in de Orde van de Heilige Geest . Zijn overgrootvader van moederskant, Antoine de Souvré, was de kamerheer van de koning.
Hij trouwde op 21 juni 1594 met Antoinette de la Houdinière, vrouwe van Chantilly.

### Zesde en Zevende Hugenotenoorlogen
Tijdens de zesde (1574-1577) en de zevende (1579-1580) Hugenotenoorlog speelde hij de rol van onderhandelaar met de protestanten voor de Franse koning Hendrik III van Frankrijk.

### Achtste Hugenotenoorlog
Tijdens de achtste Hugenotenoorlog (1585-1598) speelde Ambroise des Escotais een beslissende rol bij de verovering van Parijs door Hendrik IV van Frankrijk.
Ambroise des Escotais nam deel aan de geheime onderhandelingen tussen Hendrik IV, met wie hij een hechte band had, en Charles de Caussé, gouverneur van Parijs. Hij was betrokken bij de terugtrekking van de stadstroepen in de nacht van 21 maart 1594, waardoor Hendrik IV in de ochtend van 22 maart 1594 triomfantelijk naar de stad kon terugkeren. Deze onderhandelingen zijn vereeuwigd in 1827 in een schilderij van Charles-Jacques Lebel, leerling-schilder van David.